# Primetime Emmy Award för bästa kvinnliga huvudroll i en komediserie
Primetime Emmy Award för bästa kvinnliga huvudroll i en komediserie (engelska: Outstanding Lead Actress in a Comedy Series) är en utmärkelse som delats ut (under lite olika namn) sedan 1966. Åren 1954–1965 var skådespelarpriserna inte uppdelade efter genre.

## Vinnare i urval

### 2000-talet
| År   | Skådespelare         | TV-serie              |
| ---- | -------------------- | --------------------- |
| 2000 | Patricia Heaton      | Alla älskar Raymond   |
| 2001 | Patricia Heaton (2)  | Alla älskar Raymond   |
| 2002 | Jennifer Aniston     | Vänner                |
| 2003 | Debra Messing        | Will & Grace          |
| 2004 | Sarah Jessica Parker | Sex and the City      |
| 2005 | Felicity Huffman     | Desperate Housewives  |
| 2006 | Julia Louis-Dreyfus  | Christine             |
| 2007 | America Ferrera      | Ugly Betty            |
| 2008 | Tina Fey             | 30 Rock               |
| 2009 | Toni Collette        | United States of Tara |

### 2010-talet
| År   | Skådespelare            | TV-serie                  |
| ---- | ----------------------- | ------------------------- |
| 2010 | Edie Falco              | Nurse Jackie              |
| 2011 | Melissa McCarthy        | Mike & Molly              |
| 2012 | Julia Louis-Dreyfus (2) | Veep                      |
| 2013 | Julia Louis-Dreyfus (3) | Veep                      |
| 2014 | Julia Louis-Dreyfus (4) | Veep                      |
| 2015 | Julia Louis-Dreyfus (5) | Veep                      |
| 2016 | Julia Louis-Dreyfus (6) | Veep                      |
| 2017 | Julia Louis-Dreyfus (7) | Veep                      |
| 2018 | Rachel Brosnahan        | The Marvelous Mrs. Maisel |
| 2019 | Phoebe Waller-Bridge    | Fleabag                   |

### 2020-talet
| År   | Skådespelare     | TV-serie          |
| ---- | ---------------- | ----------------- |
| 2020 | Catherine O'Hara | Schitt's Creek    |
| 2021 | Jean Smart       | Hacks             |
| 2022 | Jean Smart (2)   | Hacks             |
| 2023 | Quinta Brunson   | Abbott Elementary |
| 2024 | Jean Smart (3)   | Hacks             |